# Le Bal des pompiers
Pour le film d' André Berthomieu, voir Le Bal des pompiers (film, 1949).
Le Bal des pompiers (Be My Valentine) est un téléfilm américain diffusé le 9 février 2013 sur Hallmark Channel et en France le 30 mai 2013 sur M6.

## Synopsis
Dan est veuf depuis plusieurs années et se consacre totalement à son fils Tyler et à son métier de chef des pompiers. Lors d'une intervention pour un début d'incendie, il fait la connaissance de Kate, une fleuriste. Reconnaissante, celle-ci propose d'aider Dan à la décoration florale du bal de la Saint-Valentin organisés par les pompiers au profit des orphelins du feu. Petit à petit, Dan et Kate tombent sous le charme de l'un de l'autre, tout comme Tyler et Rebecca, la fille d'une collègue de son père.

## Fiche technique
- Titre original : Be My Valentine
- Titre français : Le Bal des pompiers
- Réalisateur : Graeme Campbell
- Scénario : David Titcher et J.B. White
- Photographie : Peter Benison
- Durée : 105 min
- Pays :  États-Unis

## Distribution
- William Baldwin (VF : Guillaume Lebon): Dan Farrell
- Natalie Brown (VF : Marjorie Frantz) : Kate Burlingham
- Lisa Berry : Wendy Clark
- James Thomas (VF : Pascal Nowak) : Gavin Malone
- Christian Martyn : Tyler Farrell
- Leah McPherson (VF : Clara Quilichini) : Rebecca
- Lauren Fray : Maddi
- Chuck Hittinger : Christian
- Skyler Maxon : Russell
- Sadie LeBlanc (VF : Barbara Kelsch) : Chelsea
- Michael Cramer (VF : Eric Aubrahn) : Joey
- Michael Xavier (en) (VF : Stéphane Pouplard) : Michael Carrier
- Siam Yu : Alex

- Version française
  - Société de doublage : Mediadub International[2]

Source VF : RS Doublage